# Terzo tunnel di aggressione
Il Terzo tunnel di aggressione (in coreano: 제3땅굴?; je 3 ttang-gul) è uno dei quattro tunnel noti al confine tra la Corea del Nord e la Corea del Sud, che si estende a sud di Panmunjom.
A soli 44 km da Seul, il tunnel fu scoperto nell'ottobre del 1978, in base alle informazioni fornite da un disertore. È un tunnel lungo 1,7 km, alto e largo 2 metri. Si sviluppa attraverso un substrato roccioso, fino a una profondità di circa 73 m sotto terra. È stato presumibilmente progettato per un attacco a sorpresa a Seul da parte della Corea del Nord e può ospitare 30.000 uomini insieme a armi leggere. Alla scoperta del terzo tunnel, il comando delle Nazioni Unite accusò la Corea del Nord di aver minacciato l'accordo di armistizio firmato nel 1953 alla fine della guerra di Corea. La sua descrizione come "tunnel di aggressione" fu proposta dal Sud, che la considerò un atto di aggressione da parte del Nord.

Mappa dei tunnel